# ルイ・シルバ
ルイ・シルバ/ルイ・シルヴァ（Rui Manuel Monteiro Silva, GCIH、1977年8月3日 - ）はポルトガルの陸上競技選手、専門は800m、1500m、3000mを主とする中・長距離走。アテネオリンピック男子1500m銅メダリスト。身長175cm、体重65kg。サンタレン出身。スポルティング・クルーベ・デ・ポルトゥガル所属。
2004年アテネオリンピック1500mではラスト400mを51秒3で上がり、3分34秒68の記録で3位に入った。この時のラスト800m1分46秒3のスプリットタイムは、1987年世界選手権でソマリアのアブディ・ビレが記録した1分46秒0に次ぐものである。2006年半ばから2008年にかけての国際大会にはケガにより出場できなかった。
オリンピックにはアネテの他、2000年シドニーオリンピック1500mに出場している。世界陸上競技選手権では2005年ヘルシンキ大会1500mに出場、3分38秒02の記録で3位となった。その他2001年エドモントン大会1500m7位、2003年パリ大会1500m5位の成績を残した。
世界室内陸上競技選手権でも活躍し、2001年リスボン大会1500mでは3分51秒06の記録で優勝したほか、2004年ブダペスト大会3000mで2位に入っている。
ポルトガル国内では、2003年のポルトガル選手権800mを優勝、ポルトガル室内選手権では2001年800m、2009年1500mを制した。2003年、2008年、2009年にはクロスカントリー国内選手権を制した。

## 記録
- 屋外

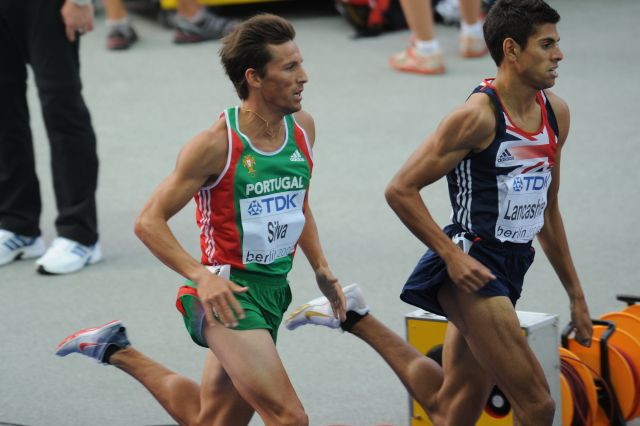
2009年世界陸上競技選手権にて

- 800m - 1分44秒91（2002年）
- 1500m - 3分30秒07（2002年）
- 3000m - 7分46秒41（2004年）
- 5000m - 13分19秒20（2004年）
- 10000m - 27分53秒55（2011年）
- ハーフマラソン - 1時間02分40秒（2012年）
- マラソン - 2時間12分16秒（2013年）
- 室内
- 800m - 1分46秒40（1999年）
- 1500m - 3分34秒99（1999年）
- 3000m - 7分39秒44（2000年）

## 脚註
1. ↑  ポルトガル語ではv音を発音するのでSilvaはシルヴァと表記した方がより原音に近くなるが、日本語圏では慣用的にシルバと表記されるので本項目ではそれに従う。

## 参考資料・外部リンク
- ルイ・シルバ - ワールドアスレティックスのプロフィール（英語）
- ルイ・シルバ - Olympedia（英語）
- Yahoo Sports profile of Rui Silva